# Piante mirmecofile
Le piante mirmecofile o mirmecofite sono vegetali che hanno sviluppato un rapporto di associazione mutualistica con colonie di formiche.

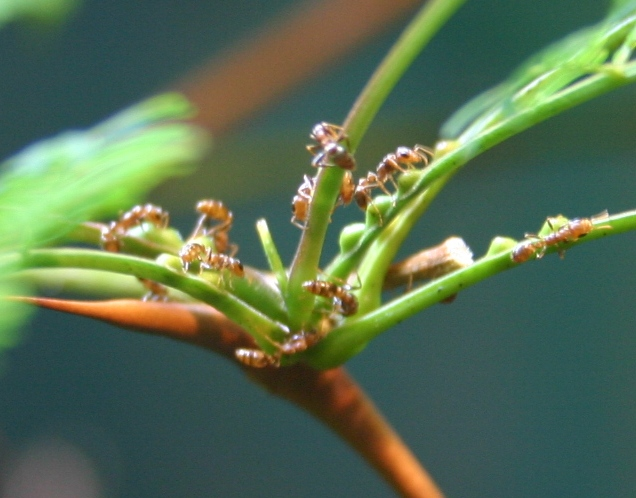
Colonia di Pseudomyrmex ferrugineus su Acacia sp.

Le mirmecofite posseggono adattamenti strutturali che forniscono riparo e nutrimento alle formiche, le quali ricambiano garantendo la manutenzione e pulizia alla superficie dell'albero, protezione dagli insetti fitofagi, concimando la pianta con i loro escrementi, e in alcuni casi contribuendo alla impollinazione e alla disseminazione dei semi.

## Ecologia
Le azioni delle formiche sono molto importanti per le piante mirmecofile; infatti nelle foreste pluviali l'attacco di piante epifite, dei muschi e degli insetti, sono fattori importanti di aggressività verso altre piante. 
Se le piante mirmecofile hanno l'onere di provvedere alla colonia delle formiche, queste ricevono dalle formiche innumerevoli vantaggi.
Uno dei fatti derivati, interessante per l'uomo che utilizza il legname, molte piante mirmecofile d'alto fusto non hanno legno resistente.
Questo è dovuto al fatto che il miglior legname delle foreste pluviali non è di piante mirmecofile, infatti il legno duro e resistente serve alla pianta per reggere i carichi enormi di altre piante epifite, cioè che vivono sospese o appoggiate ai rami come felci, Bromeliaceae, muschi, licheni, spesso intrise d'acqua. Le piante mirmecofile sono evidenti perché non hanno strati vegetali appoggiati sui rami, cioè non hanno alcun carico aggiuntivo grazie alle formiche, e quindi hanno in aspetto "pulito" e legno molto leggero e a rapida crescita, cosa che le avvantaggia per raggiungere gli strati alti della foresta che sono meglio illuminati dal sole. Un interesse per alcune piante mirmecofile è appunto per il loro legno molto leggero e facilissimo da intagliare.

## Principali generi di mirmecofite
Sono stati descritti oltre un centinaio di generi di piante mirmecofile.
Tra i più noti ci sono:

- Acacia, Ateleia, Leonardoxa, Tachigalia, Vachellia (Fabaceae)
- Cecropia (Urticaceae)
- Cordia (Boraginaceae)
- Dischidia (Apocynaceae)
- Macaranga (Euphorbiaceae)
- Myristica (Myristicaceae)
- Anthorrhiza, Myrmecodia, Hydnophytum, Myrmephytum, Squamellaria (Rubiaceae)
- Myrmecophila (Orchidaceae)
- Nepenthes (N. bicalcarata, Nepenthaceae)
- Ochroma (Bombacaceae)
- Ocotea (Lauraceae)
- Platycerium (Polypodiaceae)
- Tococa (Melastomataceae)
- Triplaris (Polygonaceae)

## Adattamenti strutturali

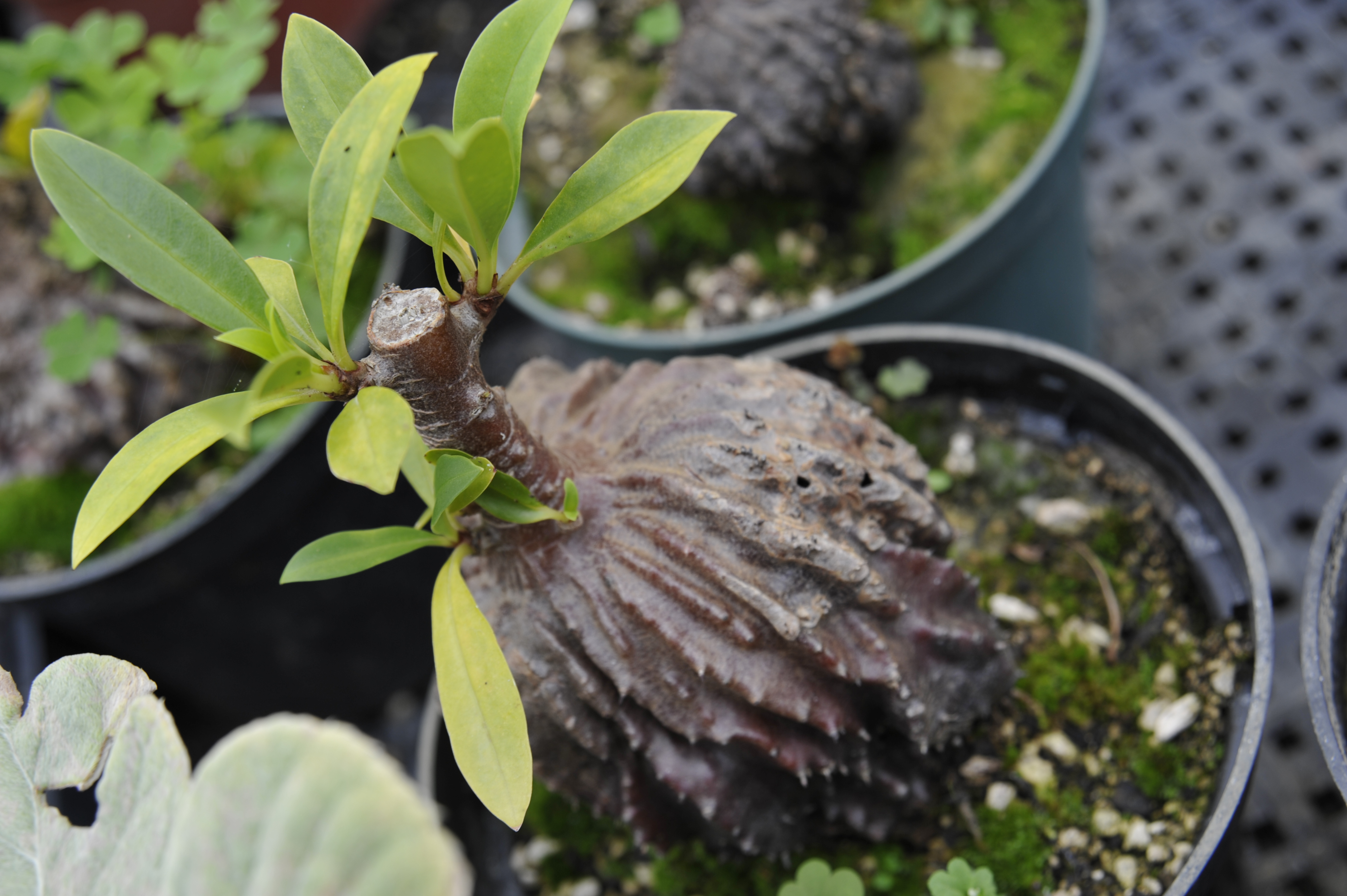
Myrmecodia tuberosa

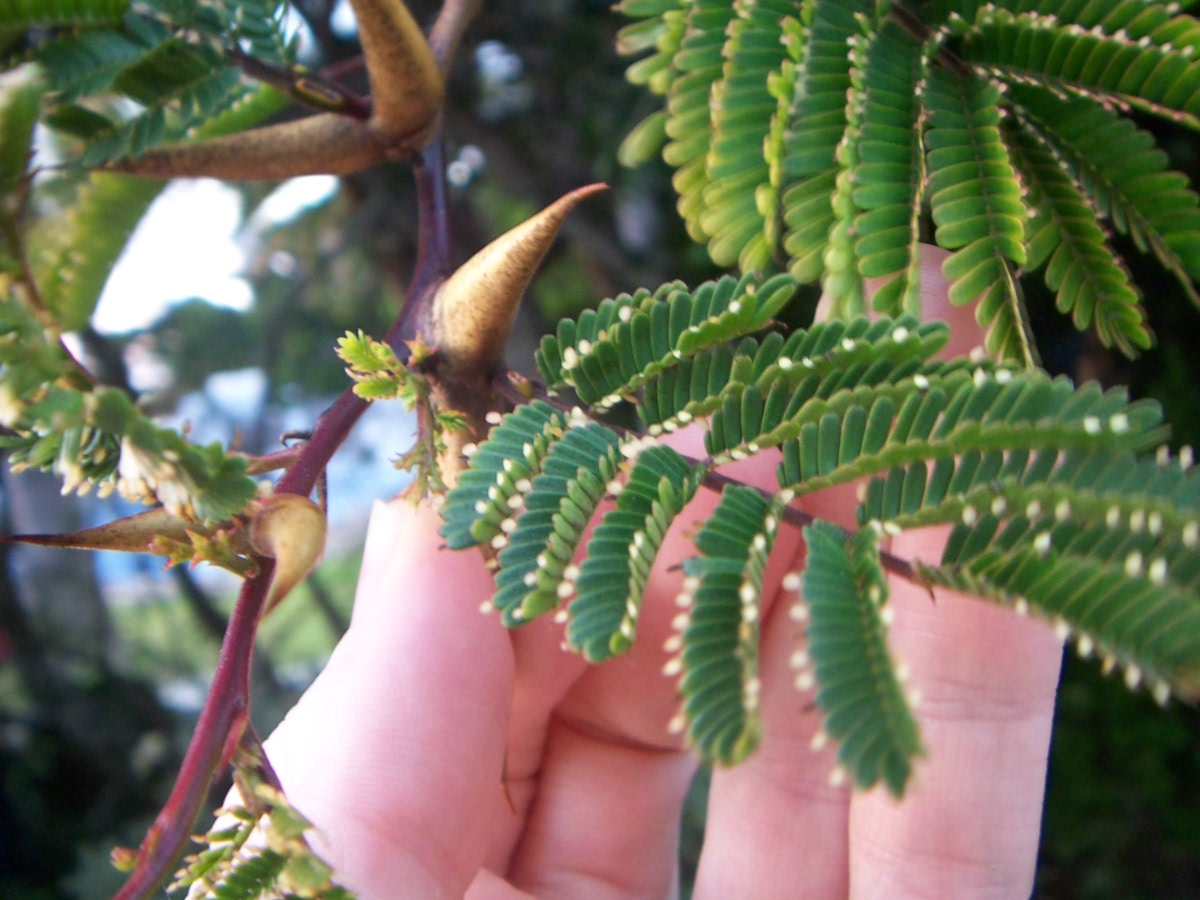
Stipole spinose di Acacia cornigera. Sull'apice delle foglie sono visibili i corpi del Belt.

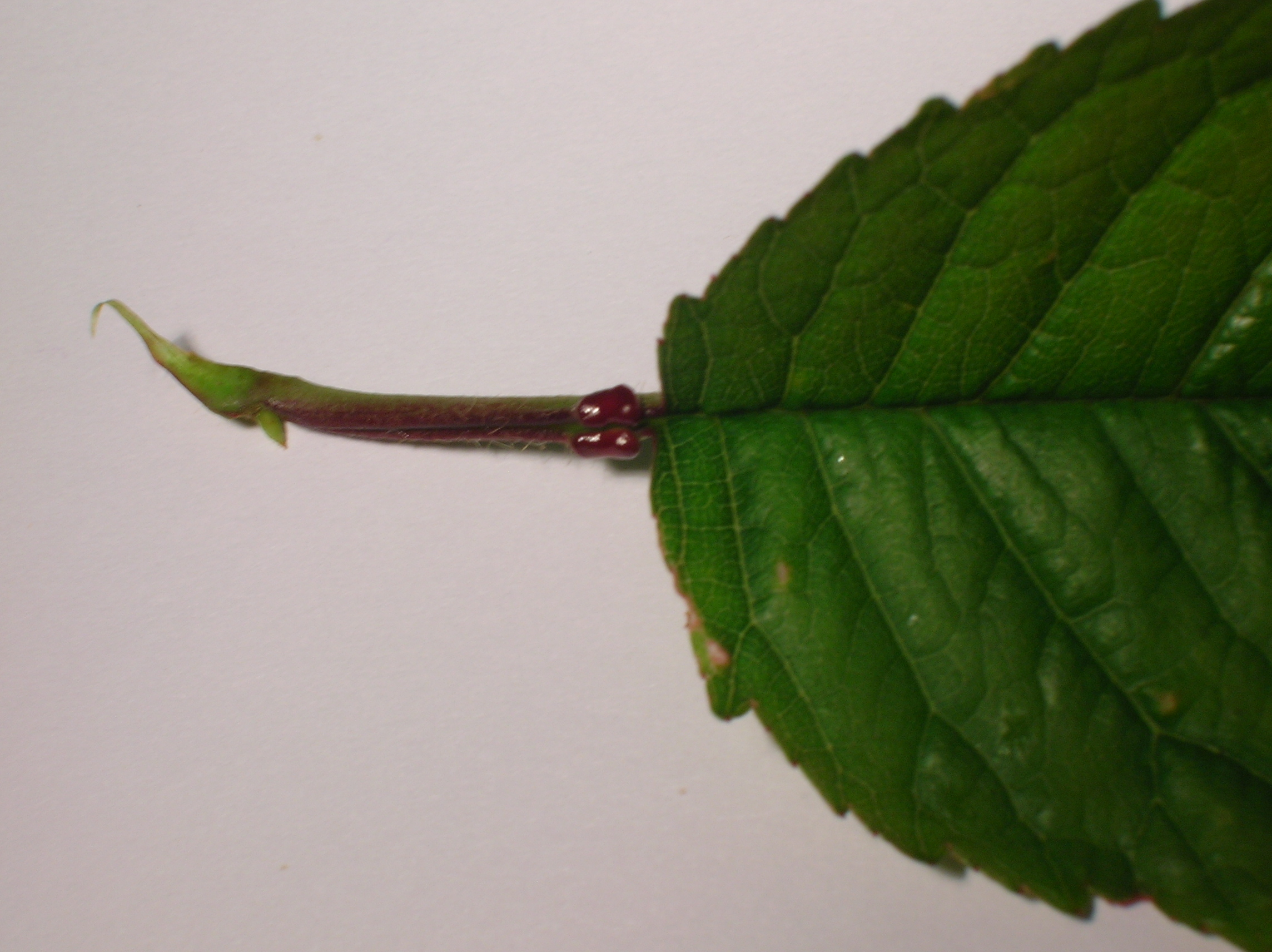
Nettàri extrafiorali su foglia di Prunus avium.

### Domazie
Le domazie (dal latino domus = casa) sono delle particolari strutture cave che si sviluppano all'interno delle piante, nelle quali trovano rifugio le formiche.

Alcune specie di Acacia (A. cornigera, A. drepanolobium, A. sphaerocephala) possiedono grandi stipole spinose cave, nelle quali ospitano colonie di formiche.  Alcune specie di Cecropia (p.es. C. pachystachya) posseggono domazie nella cavità degli internodi del fusto. In alcune specie infine le domazie si sviluppano all'interno di voluminose strutture tuberose, solcate da complessi sistemi di gallerie: è il caso delle rubiacee epifite Myrmecodia e Hydnophytum, note comunemente, per questa loro caratteristica, come ant plant (= pianta delle formiche).

### Corpi nutritivi
Alcune piante mirmecofile producono dei corpuscoli ricchi di materiale lipo-proteico che fungono da nutrimento per le formiche.

Rientrano in questa categoria: 
- i corpi del Belt, corpuscoli ghiandolari ovoidali ricchi di proteine e grassi, che si trovano all'apice delle foglioline di alcune specie di Acacia;
- i corpuscoli del Müller, piccole formazioni ghiandolari biancastre, lunghe 1–2 mm, ricche di glicogeno, che si trovano alla base del picciolo di alcune specie di Cecropia;
- i corpi beccariani, presenti sulle giovani foglie di alcune specie di Macaranga, particolarmente ricchi di lipidi;
- i pearl bodies, corpuscoli sferici ad alto contenuto lipidico che si sviluppano sulle foglie e sui fusti di Ochroma pyramidale.

### Nettari extrafiorali
I nettàri extrafiorali sono strutture ghiandolari in grado di produrre nettare, che possono trovarsi sulle foglie, i fusti o i giovani ramoscelli di alcune specie di piante.
Il termine non si riferisce ad una struttura anatomica ben definita, essi infatti possono essere morfologicamente diverso in piante di diverse specie e avere una origine anatomica differente. Da un punto di vista evolutivo la prima specie in cui è documentata la presenza di nettàri è la felce Pteridium aquilinum. Nettari extrafiorali possono essere trovati anche in piante non mirmecofile e i loro secreti possono attrarre insetti diversi dalle formiche. Tuttavia nelle mirmecofite il nettare spesso contiene sostanze gradite alle formiche, che al tempo stesso fungono da deterrente per gli altri insetti.
Il risultato di questa simbiosi mutualistica, in cui sia piante che formiche ricevono vantaggi, è una riduzione dei danni da parte dei fitofagi ed un maggiore tasso riproduttivo della pianta.